# ریچارد استون
سر جان ریچارد نیکلاس استون (به انگلیسی: Richard Stone)
(۳۰ اوت ۱۹۱۳ – ۶ دسامبر ۱۹۹۱) استاد برجسته اهل بریتانیا در علم اقتصاد بود که در سال ۱۹۸۴ موفق به دریافت جایزه نوبل در اقتصاد شد.
او تحصیلات خود را در دانشگاه کمبریج طی نموده است.